# Agua de Dionisio
Agua de Dionisio är en källa i Argentina.   Den ligger i provinsen Catamarca, i den norra delen av landet, 1 100 kilometer nordväst om huvudstaden Buenos Aires. Agua de Dionisio ligger 2 221 meter över havet.
Terrängen runt Agua de Dionisio är kuperad. Runt Agua de Dionisio är det mycket glesbefolkat, med 2 invånare per kvadratkilometer.. Närmaste större samhälle är Hualfín, 11,3 kilometer nordväst om Agua de Dionisio.
Omgivningarna runt Agua de Dionisio är i huvudsak ett öppet busklandskap.